# Planicephalus serratus
Planicephalus serratus är en insektsart som beskrevs av Cheng 1980. Planicephalus serratus ingår i släktet Planicephalus och familjen dvärgstritar. Inga underarter finns listade i Catalogue of Life.